# پیستشنا (ناحیه یسنیک)
پیستشنا (به چکی: Písečná) یک منطقهٔ مسکونی در جمهوری چک است که در ناحیه یسنیک واقع شده‌است. پیستشنا ۸٫۴۳ کیلومتر مربع مساحت و ۱٬۰۰۴ نفر جمعیت دارد و ۴۰۳ متر بالاتر از سطح دریا واقع شده‌است.